# طائفة كلافام

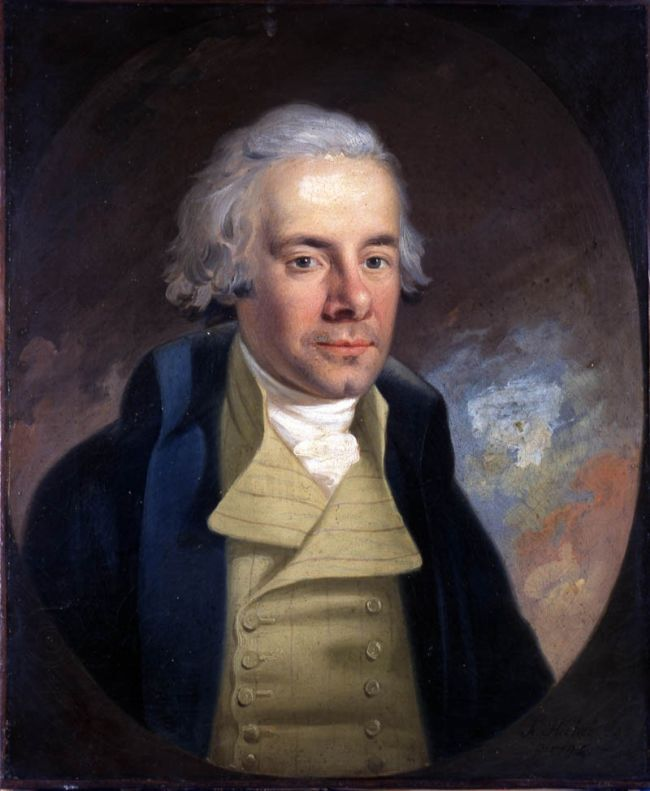

طائفة كلافام أو قديسي كلافام هي مجموعة من الإصلاحيين الاجتماعيين في كنيسة إنجلترا ومقرهم في كلافام، لندن، في بداية القرن التاسع عشر (عام 1780-1840).
كان أعضاء مجموعة كلافام من أهم الأنجليكانيين الإنجيليين البارزين والأثرياء الذين شاركوا في الآراء السياسية والاجتماعية المشتركة فيما يتعلق بالتحرير من العبودية، وإلغاء تجارة الرقيق وإصلاح نظام العقوبات، من بين أمور أخرى، وعملوا بشدّة نحو تحقيق هذه الغايات على مدار سنوات عديدة، مدفوعين بإيمانهم المسيحي واهتمامهم بالعدالة الاجتماعية والإنصاف للجميع.

## الحملة والنجاحات
نشأ اسم المجموعة من الأعضاء الذين استقروا في كلافام، وهي قرية واقعة في جنوب لندن (اليوم جزء من جنوب غرب لندن)، حيث كان يقيم كل من ويليام ويلبرفورس وهنري ثورنتون، الزعيمان الأكثر نفوذاً في الطائفة، وحيث عقدت الكثير من اجتماعات المجموعة، وخاصةً أولئك الذين يترددون على كنيسة الثالوث المقدس في كلافام، والتي كانت تحيط بها الفيلات العصرية.
كان القس الإنجيلي هنري فين، مؤسس مجموعة كلافام، ومنسقًا في كنيسة الثالوث المقدس (1754) وأصبح ابنه جون رئيسًا للجماعة (1792-1813). أقام ويليام ويلبرفورس وهنري ثورنتون، وهما من أكثر قادة المجموعة نفوذاً، في مكان قريب وعُقدت العديد من الاجتماعات في منازلهم. لقد شجعهم بيلبي بورتوس مدينة أسقف لندن، والذي كان يدعو إلى التحرير من العبودية والإصلاح، وتعاطف مع العديد من أهدافهم. كان مصطلح «جماعة كلافام» عبارة عن اختراع لاحق لجيمس ستيفن في مقال نشر عام 1844 احتفل بعمل هؤلاء الإصلاحيين ورومانسيته.
كان المصلحون يتألفون جزئيًا من أعضاء من قاعة سانت إدموند في أكسفورد وكلية ماجدالين في كامبريدج، حيث كان شماس كنيسة الثالوث المقدس، تشارلز سيميون، يقوم بالتبشير بين طلاب الجامعة الذين خضع بعضهم لتجربة التحول إلى مذهب الإنجيلية مع جماعة كلافام.
بعد عدة عقود من العمل في المجتمع البريطاني والبرلمان على السواء، رأى الإصلاحيون أن جهودهم تُكافأ بالمرور النهائي لقانون تجارة الرقيق في عام 1807، حيث تم حظر تجارة العبيد في جميع أنحاء الإمبراطورية البريطانية، وبعد عدة سنوات أخرى من الحملات المكثفة، أعلن عن التحرير التام للعبيد مع صدور قانون إلغاء العبودية في عام 1833. كما قاموا بحملة حثيثة في بريطانيا لإستخدام نفوذها للعمل من أجل القضاء على العبودية في جميع أنحاء العالم.
كان بعض أعضاء المجموعة، جرانفيل شارب، وتوماس كلاركسون وويليام ويلبرفورس، مسؤولين عن تأسيس سيراليون في عام 1787 كمستوطنة لبعض الأمريكيين من أصل إفريقي الذين أطلق سراحهم البريطانيون أثناء حرب الاستقلال الأمريكية؛ وهكذا أصبحت أول مستعمرة بريطانية كبرى في إفريقيا، وكان هدفها بكلمات كلاركسون هو «إلغاء تجارة الرقيق، وحضارة إفريقيا، وإدخال الإنجيل هناك».:11 لاحقًا في عام 1792، كان لجون كلاركسون العضو في جماعة كلافام دور أساسي في إنشاء عاصمتها فريتاون.
وصف المؤرخ ستيفن تومكينز المجموعة بأنها «شبكة من الأصدقاء والعائلات في إنجلترا، مع وليام ويلبرفورس كمركز ثقلها، والتي كانت مرتبطة بقوة من خلال قيمهم الأخلاقية والروحية المشتركة، ومن خلال رسالتهم الدينية ونشاطهم الاجتماعي، ومن حبهم لبعضهم البعض، والزواج».
بحلول عام 1848 عندما أصبح الأسقف الإنجيلي جون بيرد سومنر رئيس أساقفة كانتربيري، قيل إن ما بين ربع وثلث رجال الدين الأنجليكانيين كانوا مرتبطين بالحركة، والتي كانت قد تنوعت إلى حد كبير في أهدافها، على الرغم من أنها لم تعد تعتبر منظمة فصيل. وشملت المجتمعات الأخرى التي أسسها أعضاء المجموعة أو شاركوا فيها، جمعية مكافحة الرق، وجمعية إلغاء العقوبة، وجمعية الإعلان، وجمعية مدارس الأحد، وجمعية تحسين المجتمع وجمعية الديون الصغيرة.
يُنسب إلى جماعة كلافام دورًا هامًا في تطوير الأخلاق الفيكتورية، من خلال كتاباتهم ومجتمعاتهم وتأثيرهم في البرلمان ومثالهم في الأعمال الخيرية والحملات الأخلاقية، لا سيما ضد العبودية. وعلى حد تعبير تومكينز، «أصبحت روح كلافام روح العصر».:248